# Emil Rabe von Pappenheim
Emil Carl Maximilian Desiderius Rabe von Pappenheim (* 6. Januar 1798 in Kassel; † 2. Mai 1849 in Vevey) war ein Diplomat im Großherzogtum Hessen.

## Leben
Emil Rabe von Pappenheim war der Sohn des Hessen-Darmstädter Gesandten in Paris, Generalleutnant August Wilhelm Rabe von Pappenheim (1759–1826). Er besuchte die Schule in Kassel und Paris. Danach studierte er 1817/18 an der Georg-August-Universität Göttingen Rechtswissenschaft. Er wurde zunächst Mitglied des Corps Hassia. Nach dem Auszug nach Witzenhausen am 23. Juli 1818 schloss er sich dem Corps Hannovera Göttingen an. Zum Wintersemester 1818/19 wechselte er an die Ruprecht-Karls-Universität Heidelberg, wo er am 1. Dezember 1818 zu den Stiftern des Corps Guestphalia Heidelberg gehörte.  Nach dem Examen trat er in den Verwaltungsdienst des Großherzogtums Hessen. Er   wurde zunächst Legationsrat, dann hessischer Kammerherr und Ministerresident am französischen Hof. Sein Nachfolger war Friedrich Adolf von Drachenfels. Emil Rabe von Pappenheim starb unverheiratet mit 51 Jahren.